# Non ho l'età
Chansons ayant remporté le Festival de Sanremo et chansons représentant l'Italie au Concours Eurovision de la chanson
Uno per tutte
(1963) Se piangi, se ridi
(1965)
Chansons ayant remporté le Concours Eurovision de la chanson
 Dansevise
(1963)  Poupée de cire, poupée de son
(1965)
Non ho l'età (per amarti) (prononcé : [non ˈɔ leˈta] littéralement, « Je n'ai pas l'âge (de t'aimer) ») est une chanson italienne interprétée par Gigliola Cinquetti qui a remporté le Concours Eurovision de la chanson 1964 à  Copenhague. Comme toutes les chansons précédentes représentant l'Italie à l'Eurovision, la chanson avait également remporté le Festival de Sanremo de la même année (it). Gigliola Cinquetti avait seize ans à l'époque, faisant d'elle la deuxième plus jeune gagnante dans l'histoire du concours après Sandra Kim qui représentait la Belgique, qui a affirmé qu'elle avait quinze ans quand elle a remporté le concours avec J'aime la vie à Bergen en 1986, même s'il a été révélé plus tard que Kim n'avait que treize ans.
Écrite par Nicola Salerno (it) et Mario Panzeri, Non ho l'età (per amarti) a été  interprétée en italien au Festival de Sanremo par Gigliola Cinquetti et par la chanteuse italo-belge Patricia Carli. Non ho l'età s'est alors retrouvée en tête des classements des meilleures ventes dans de nombreux pays européens.

## Thème des paroles
Une jeune fille s’adresse au garçon qu’elle aime : elle est trop jeune pour bien l'aimer, mais un jour, elle lui donnera son amour ; en attendant qu’elle ait l’âge, elle lui demande de lui laisser simplement « vivre un amour romantique ».
Lascia che io viva

un amore romantico 

nell'attesa che venga quel giorno

ma ora no

non ho l'età

non ho l'età per amarti 

non ho l'età

per uscire sola con te

## À l'Eurovision
Elle est intégralement interprétée en italien, langue nationale, comme le veut la coutume avant 1966.
Il s'agit de la douzième chanson interprétée lors de la soirée, après António Calvário qui représentait le Portugal avec Oração et avant Sabahudin Kurt qui représentait la Yougoslavie avec Život je sklopio krug. À l'issue du vote, elle a obtenu 49 points, se classant 1re sur 16 chansons,.
Cinquetti est revenue à l'Eurovision en 1974, avec la chanson Sì qui finira deuxième après la chanson du groupe ABBA Waterloo et en 1991, quand elle a coorganisé le concours, qui avait lieu à Rome, avec le gagnant italien Toto Cutugno de l'année d'avant, 1990, avec la chanson Insieme: 1992.

## Classements

### Classements hebdomadaires
| Classement (1964)                       | Meilleure position |
| --------------------------------------- | ------------------ |
| Allemagne (Media Control AG)            | 3                  |
| Belgique (Flandre Ultratop 50 Singles)  | 1                  |
| Belgique (Wallonie Ultratop 50 Singles) | 1                  |
| France (IFOP)                           | 1                  |
| Italie (Musica e Dischi)                | 1                  |
| Norvège (VG-lista)                      | 3                  |
| Pays-Bas (Single Top 100)               | 2                  |
| Royaume-Uni (UK Singles Chart)          | 17                 |

## Reprises et adaptations
Gigliola Cinquetti a enregistré la chanson dans différentes langues : Je suis à toi (français), This Is my Prayer (anglais), Luna nel blu (allemand), No tengo edad (espagnol) et Yumemiru Omoi (japonais).
En 1966, une autre version française est enregistrée, avec un certain succès, intitulée Je suis à toi, et interprétée par Patricia Carli.
En 2000, la chanson a été reprise en rap par le groupe Argentovivo.